# 南区 (大邱广域市)

行政區劃圖

南區（：／ Nam gu */?）是大韓民國大邱廣域市的一個區，位於大邱市中南部，於1963年設立。面積17.44平方公里，2009年人口176,151人。下分13洞。

## 行政區域
- 鳳德1洞
- 鳳德2洞
- 鳳德3洞
- 梨川洞
- 大明1洞
- 大明2洞
- 大明3洞
- 大明4洞
- 大明5洞
- 大明6洞
- 大明9洞
- 大明10洞
- 大明11洞

## 姐妹城市
- 大韓民國全羅北道鎮安郡、光州南區